# Живописное обозрение (ежегодник)
Живопи́сное обозре́ние (полное название — «Живописное обозрение достопамятных предметов из наук, искусств, художеств, промышленности и общежития, с присовокуплением живописного путешествия по земному шару и жизнеописаний знаменитых людей») — иллюстрированный сборник, выходивший ежегодно в Москве с 1835 по 1844 в типографии Августа Семена. 
Это было предприятие Н. А. Полевого, который взялся за него в связи с закрытием «Московского телеграфа», причём открыть его имя ему не разрешила цензура и издателем считался А. Семен.